# 九禾遊戲
《九禾遊戲》（NINE BUDDY GAMES INC，原名：諮安科技），成立於2001年以代理賽門鐵克Symantec、諾頓LifeLock、AutoCAD等知名軟體起家。2011年創立《九禾遊戲平台》跨足遊戲產業，陸續代理多款韓國線上遊戲。

## 公司业务

### 网络游戏
- 勇Online（即亂Online，遊戲分類：MMORPG）
- 越戰風暴 Online（Giga Slave，遊戲分類：2D橫向射擊遊戲）
- S4 超特攻聯盟（S4 League，遊戲分類：第三人稱射擊遊戲）
- 黑色契約 online（Cabal Online，遊戲分類：MMORPG）